# Saint-Quay-Portrieux

Saint-Quay-Portrieux este o comună în departamentul  Côtes-d'Armor, Franța. În 2009 avea o populație de 3060 de locuitori.